# Azinfos-methyl
Azinfos-methyl (ISO-naam) is een insecticide en acaricide. Het is een organofosforverbinding en een benzotriazine.
Azinfos-methyl is niet-systemisch en heeft een breed werkingsspectrum. Het werkt via contact- of maagwerking. Het werd rond 1955 geïntroduceerd. De voornaamste producenten zijn Bayer en Makhteshim Agan. Merknamen zijn onder meer Guthion en Gusathion. Het werd een van de meest gebruikte insecticides en werd of wordt toegepast op vele teelten, waaronder fruit, groenten en suikerriet.

## Eigenschappen
Zoals andere organofosforverbindingen is azinfos-methyl een cholinesterase-inhibitor, die werkt als een zenuwgif. De stof is ook zeer giftig voor andere dieren, waaronder vogels, ongewervelde waterdieren, vissen en zoogdieren. Blootstelling aan de stof (via inslikken of huidcontact) kan resulteren in misselijkheid, duizeligheid of stuiptrekkingen en kan bij hoge doses zelfs dodelijk zijn.

## Regelgeving
Azinfos-methyl is niet opgenomen in de lijst van toegelaten gewasbeschermingsmiddelen in de Europese Unie. De Europese Commissie nam in 2006 wel een ontwerp-voorstel aan om azinfos-methyl onder voorwaarden toe te laten voor gebruik op aardappelen tegen de coloradokever. Het Permanent Comité voor de voedselketen en de diergezondheid, dat binnen de voorziene termijn geen advies had uitgebracht, stemde echter tegen deze ontwerprichtlijn. Op 12 oktober 2006 meldde de Europese Commissie per brief aan het Duitse agentschap dat de stof had onderzocht, dat ze geen beslissing over de toelating van azinfos-methyl zou nemen omwille van het gebrek aan advies. De fabrikant Makhteshim Agan ging op 18 december 2006 tegen deze beslissing in beroep bij het Europese Hof van Justitie; volgens haar kwam die neer op een de facto verbod van de stof. Het Hof verklaarde het beroep echter niet-ontvankelijk.
In de Verenigde Staten is het gebruik van azinfos-methyl tijdelijk nog toegelaten bij een aantal oogsten. Op 16 november 2006 besloot de Environmental Protection Agency dat het resterende gebruik van azinfos-methyl tegen 30 september 2012 moest beëindigd worden.